# Voorsorteerstrook

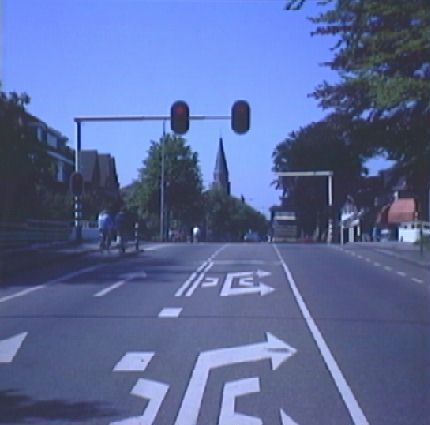
Voorsorteervak (foto:Rijkswaterstaat)

Het Belgische verkeersbord F13 dat wijst op de aanwezigheid van voorsorteerstroken

Een voorsorteerstrook of voorsorteervak is een infrastructurele voorziening die op wegen nabij kruisingen aanwezig kan zijn. Verkeersdeelnemers kiezen indien de voorsorteerstroken aanwezig zijn de juiste strook voor de gewenste richting (linksaf, rechtdoor, rechtsaf). 
Voorsorteerstroken worden vaak gebruikt bij kruisingen met verkeerslichten omdat de opstelcapaciteit groter is dan bij 1 enkele strook voor alle richtingen, maar ook omdat de verschillende richtingen apart van elkaar een groenfase kunnen krijgen.
rijstrook · vluchtstrook · spitsstrook · invoegstrook · uitvoegstrook · weefstrook · bufferstrook · plusstrook · wisselstrook · redresseerstrook · voorsorteerstrook · klimstrook

Doelgroepstroken: busstrook · carpoolstrook · vrachtwagenstrook · fietsstrook · passeerstrook